# Spiralna
Spiralna – skała na Wyżynie Częstochowskiej w obrębie Wyżyny Krakowsko-Częstochowskiej. Znajduje się w lesie po północnej stronie zabudowanego obszaru Zastudnia (część wsi Suliszowice), administracyjnie w obrębie wsi Siedlec w powiecie częstochowskim, w gminie Janów. W rzadkim lesie na zboczu wzniesienia jest grupa kilku skał, na których uprawiana jest wspinaczka skalna. Spiralna jest najbardziej na północ wysuniętą w grupie tych skał i znajduje się w odległości około 300 m na północny wschód od Skały Pustelnika.
Spiralna to zbudowany z twardych wapieni skalistych ostaniec o pionowych ścianach wysokości 14–15 m. Nazwa skały pochodzi od okrążającej ją spiralnie charakterystycznej formacji skalnej.

## Drogi wspinaczkowe
Spiralna do wspinaczki została udostępniona dopiero w 2018 roku. Jest na niej 13 dróg wspinaczkowych prowadzących przez leje i wklęsłości ścian. Mają trudność od III do VI.3 w skali polskiej. Niemal wszystkie drogi mają zamontowane stałe punkty asekuracyjne: ringi, boldy (b) i stanowiska zjazdowe (st), tylko na dwóch łatwych drogach wspinaczka tradycyjna (trad).
1. Koronaświrus; V, 4b + st, 2020
2. Gagatek; III, 3r + st, 2018

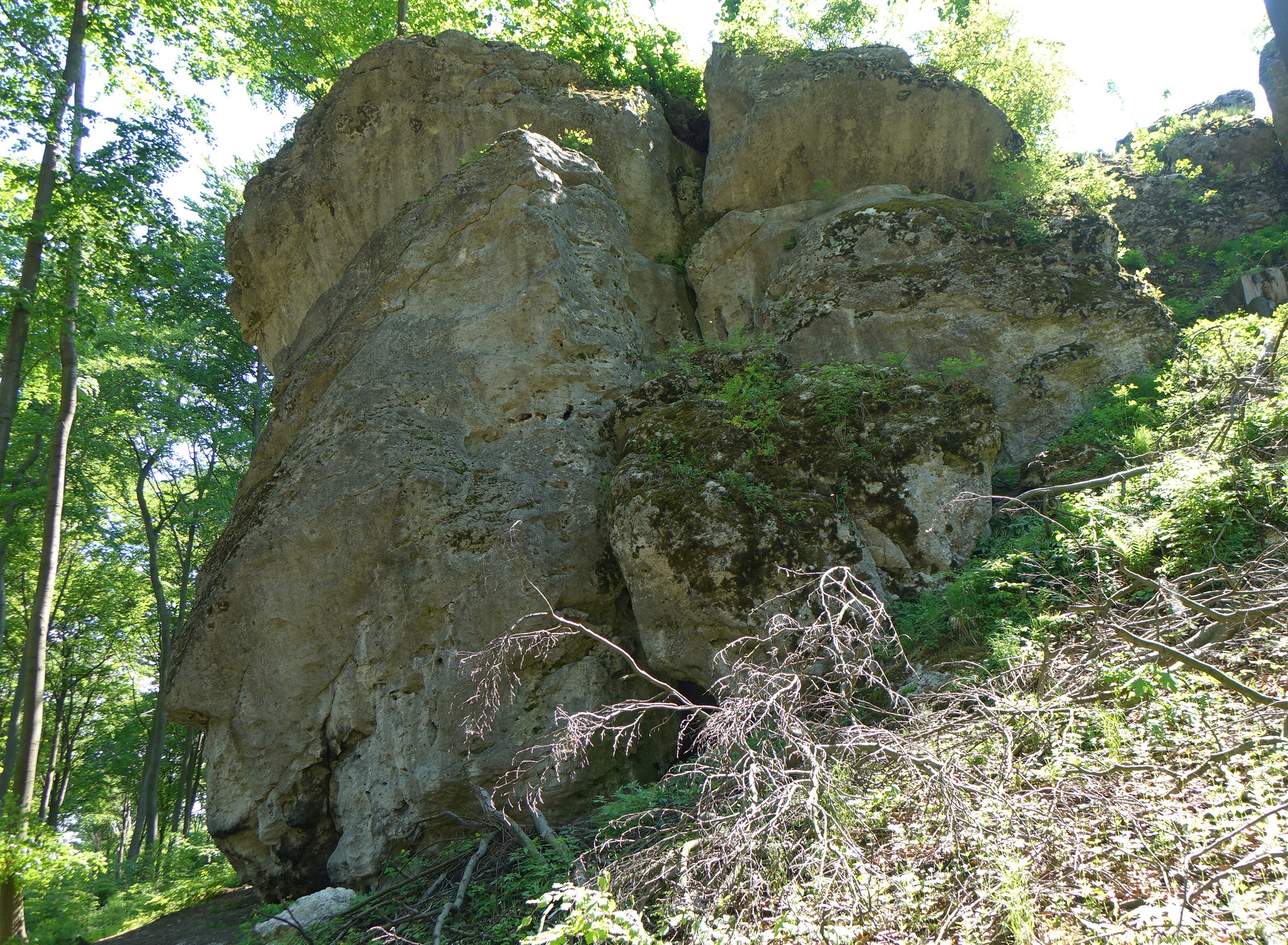
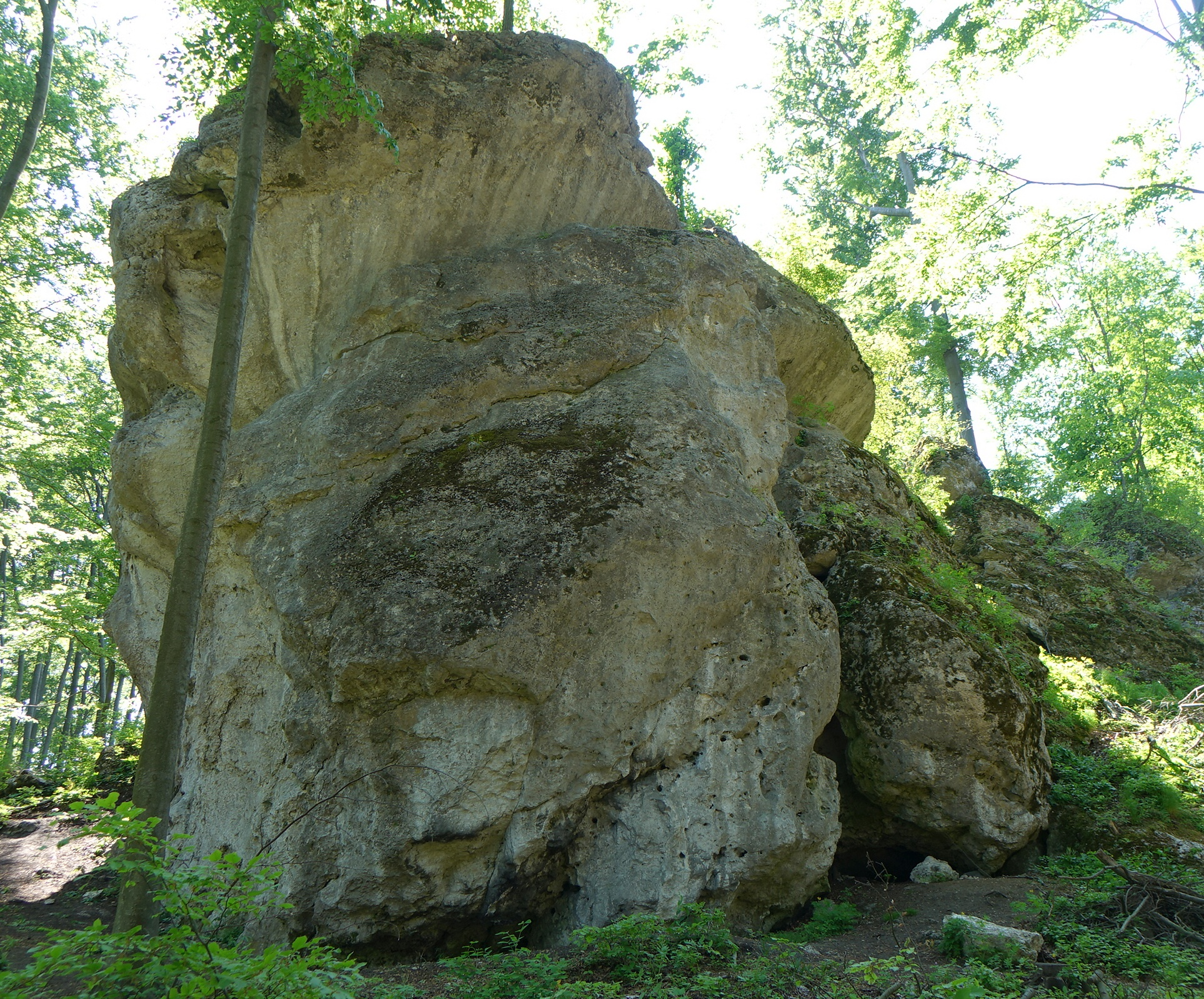
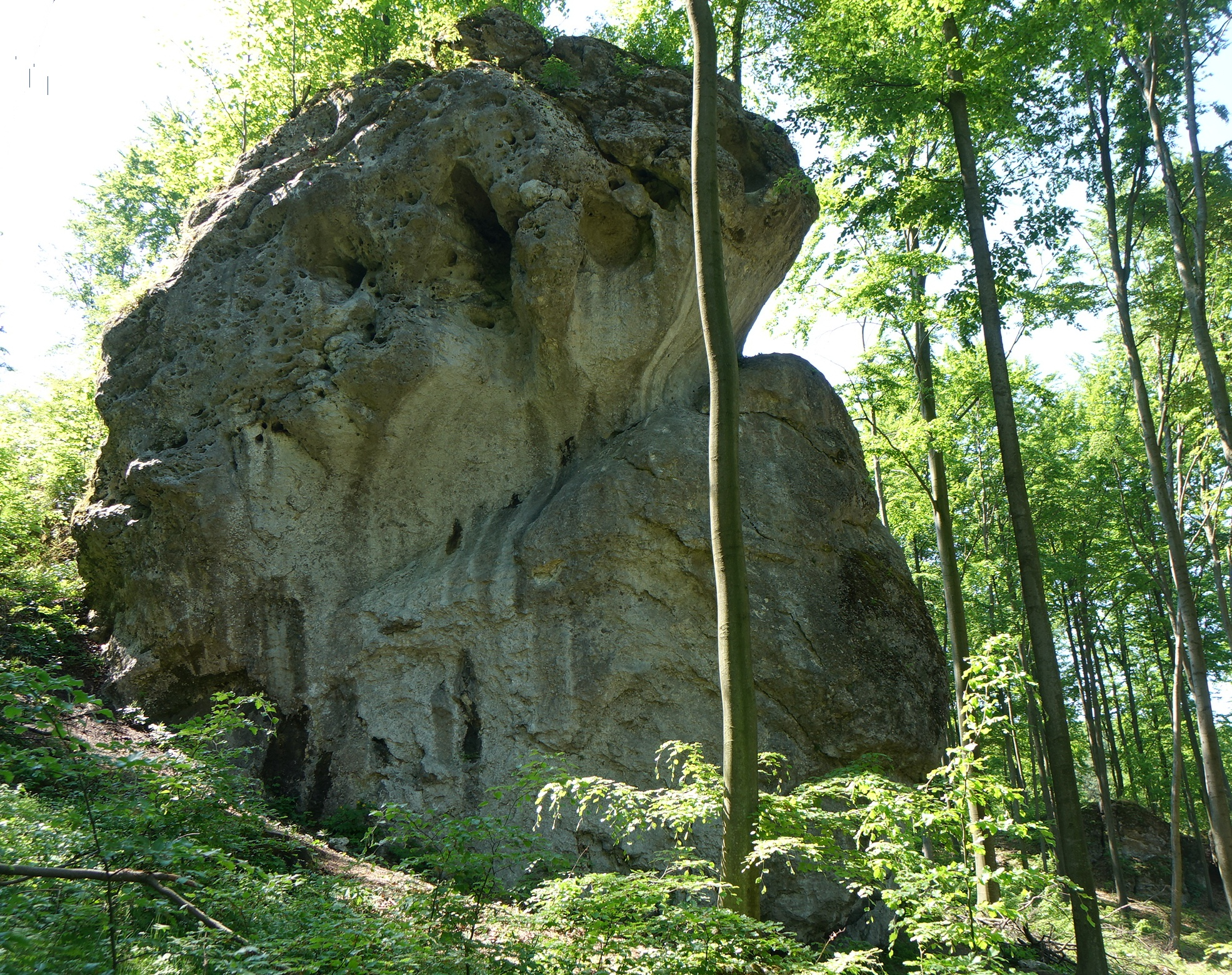
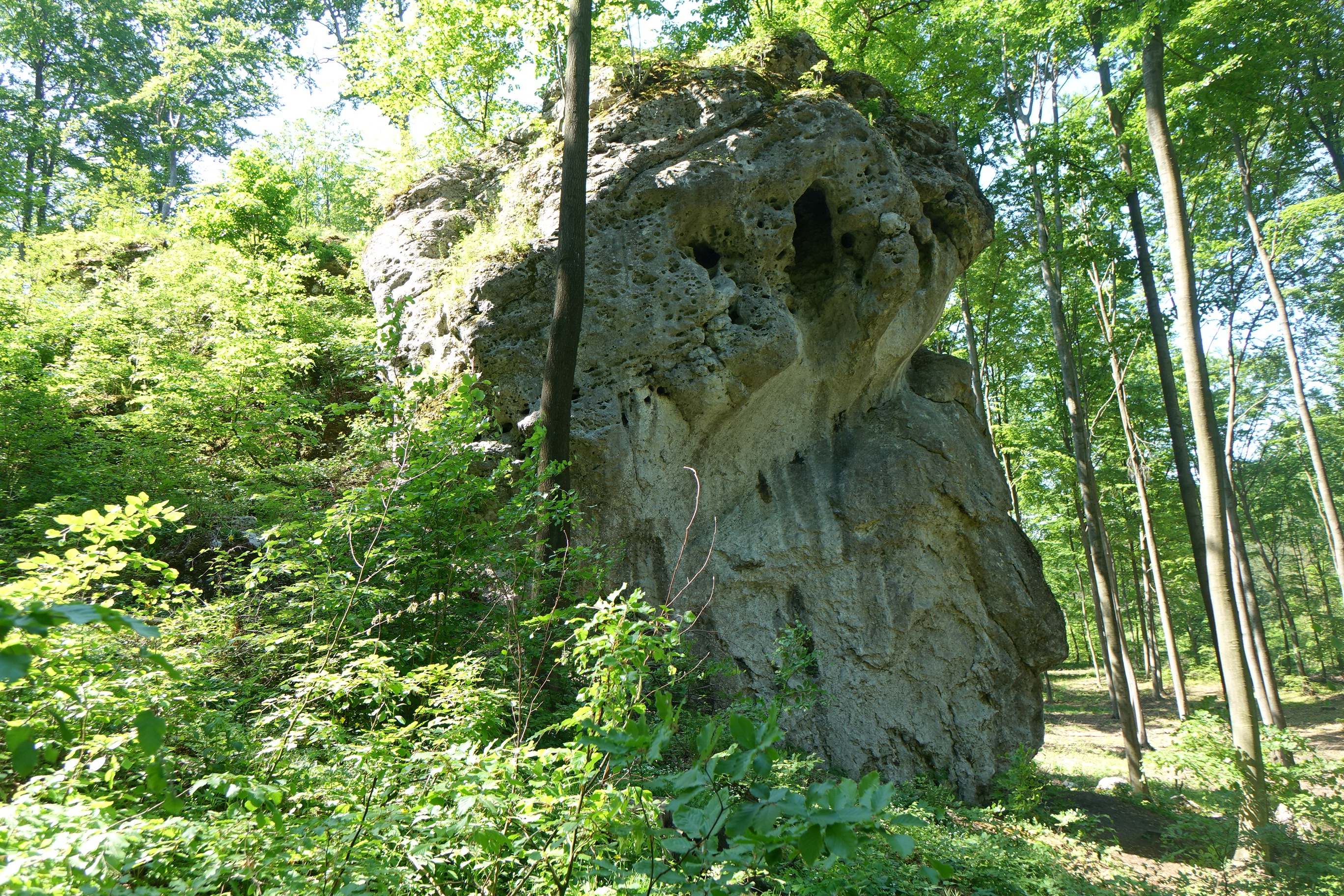

3. Nie lubię latać; VI.1, 4r + st, 2018
4. Zdążyć przed Gumą; VI.3, 5r + st, 2018
5. Spirala; VI, 5r + st, 2018
6. Słoń trojański; VI.3, 5r + st, 2018
7. Hej, kup se klej; VI.3, 5r + st, 2018
8. Masz waść maść; VI.2, 5r + st, 2018
9. Pachniesz klejem; VI.1+, 5r + st, 2018
10. Fedra; V+, 4r + st, 2018
11. Ukryta depresja; IV, trad + st, 2018
12. Wilgotna przeszpara; trad + st, 2018
13. Mięśnioudar; VI, trad + st, 2018[1].